# 科拉莉·巴尔米
科拉莉·巴尔米（法語：Coralie Balmy，1987年6月8日—）生于马提尼克拉特里尼泰，是一名代表法国参赛的女子游泳运动员。她在四岁时开始接触游泳，12岁时移居至法国本土，2006年首次参加国际主要比赛。之后参加了2008年北京奥运、2012年伦敦奥运和2016年里约奥运，其中在2012年伦敦奥运获得一枚铜牌。2016年里约奥运后，她决定结束运动生涯。